# Vica Quirao panaca
Vica Quirao panaca è il nome assunto dal lignaggio o panaca dell'Inca Inca Roca, il sesto sovrano, in assoluto, della dinastia e il primo della casata Hanan-Cuzco che succedette a quella detta Hurin-Cuzco.
Si tratta della famiglia che ogni sovrano dell'impero peruviano costituiva e che delegava ad uno dei figli minori, o ad un parente particolarmente prestigioso, per perpetuare e onorare la propria immagine.
Il suo nome è dovuto ad uno dei figli di questo sovrano, quel Vicaquirao conosciuto anche per le sue notevoli virtù militari che avrà modo di illustrarsi, soprattutto, come condottiero delle armate inca, durante il regno dei successivi sovrani.
Bernabé Cobo, nella sua relazione sui ceque attribuisce a questa panaca il dovere, o meglio il privilegio di soprassedere al culto del secondo ceque, sul cammino del Chinchaysuyo.
La panaca Vica Quirao aveva il controllo di otto santuari, detti huaca, posti sul percorso di questa direttrice.
- La prima era detta guaracince e si trovava nella piazza del tempio del Sole. Si diceva che da essa prendessero origine i terremoti.
- La seconda si chiamava Racra mirpay e consisteva in una pietra collocata nella finestra di un edificio, dove in epoca coloniale, sarebbe sorto il convento di San Agostino. Risaliva ad una leggenda del tempo di Pachacútec.
- La terza consisteva in un idolo di oro massiccio voluto sempre da Pachacutec. Si trovava nel quartiere di Totocache. Il suo nome era Intillapa e rappresentava il tuono.
- La quarta era chiamata Viroypacha e consisteva in uno zampillo di acqua.
- La quinta era nominata Chuquibamba ed era un semplice campo.
- La sesta, detta Macasayba, si identificava in una grande pietra nel terreno della huaca precedente.
- La settima era una cava e si chiamava Guayllaurcaja.
- L'ottava, infine, era quella di Guayallaurcaja ed era un sedile in cui si diceva che Viracocha Inca fosse solito riposare quando passava da quel luogo.

La panaca Vica Quirao apparteneva alla casata Hanan-Cuzco ed era ancora rappresentata all'arrivo degli Spagnoli. Il solito Sarmiento de Gamboa ha raccolto i nomi dei suoi maggiori esponenti. Essi erano: Francisco Guaman Rimache Hachacoma e Antonio Guama Mayta. 